# دوق موكتيزوما دي تولتنغو

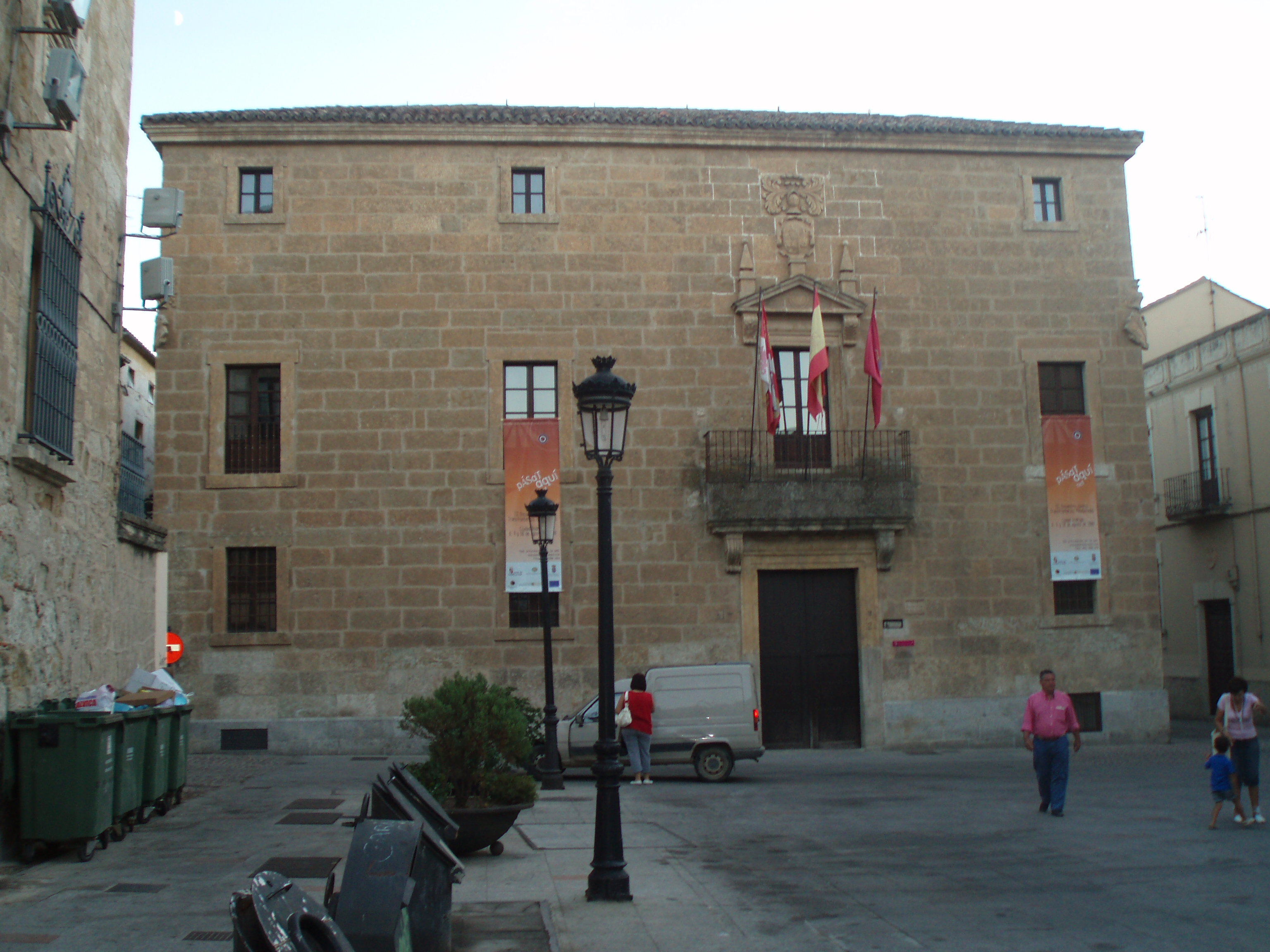
قصر موكتيزوما، الواقع في Plaza Conde ، 2 ، 37500 Ciudad Rodrigo، شلمنقة، قشتالة وليون، إسبانيا، أحد القصور العديدة التي أقامها أحفاد موكتيزوما الثاني.

دوق موكتيزوما دي تولتنغو (بالإسبانية: Duque de Moctezuma de Tultengo)‏ هو لقب وراثي لنبلاء إسبانيا يحمله سلالة من نسل الإمبراطور موكتيزوما الثاني، تاسع تلاتواني، أو حاكم تينوتشتيتلان. ومنذ عام 1766، يتم إرفاق اللقب بـعظمة إسبانيا، أو في درجة ما في مرتبة النبلاء الإسبان - وهو أعلى وسام يُمنح للنبلاء الأسبان (انظر أيضًا النبلاء المكسيكيين).

## التاريخ
منح فيليب الرابع ملك إسبانيا في عام 1627 العنوان الأصلي لكونت موكتيزوما، الذي ينحدر منه، إلى بيدرو تيسيفون موكتيزوما دي لا كويفا، أول فيكونت في إيلوكان، رب تولا وبيزا، فارس سانتياغو وحفيد حفيد موكتيزوما الثاني من خلال ابنه بيدرو دي موكتيزوما تلاكاهويبان. وفي وقت لاحق، منح كارلوس الثاني ملك إسبانيا الحامل الثاني لهذا اللقب مؤهِل دي تولتنغو، في إشارة إلى بلدة في ولاية هيدالغو المكسيكية والتي كانت جزءً من ميراث، ابن موكتيزوما، بيدرو. استخدم جميع الحائزين اللاحقين من الأعوام 1635 حتى 1865 لقب «كونت موكتيزوما دي تولتنغو» حتى الترقية إلى رتبة دوق حيث تمت إزالة دي تولتنغو. لقد تم منح لقب دوق موكتيزوما (بدون مؤهِل «دي تولتنغو») إلى أنطونيو ماريا مارسيا دي تيرويل-موكتيزوما إي نافارو، والكونت الرابع عشر لموكتيزوما دي تولتنغو، والماركيز الحادي عشر من تينبرون في 11 أكتوبر 1865 من قبل إيزابيل الثانية ملكة إسبانيا.
حامل اللقب الحالي هو خوان خوسيه مارسيا دي تيرويل-موكتيزوما إي فالكارسيل، دوق موكتيزوما دي تولتنغو السادس. كان والده قد أخذ اللقب وحصل على تأهيل دي تولتنغو (حيث كان ثاني كونت لموكتيزوما في عام 1639) من قبل ملك إسبانيا خوان كارلوس الأول في عام 1992.

## قائمة حامليه

### كونتات موكتيزوما وكونتات موكتيزوما دي تولتنغو
|                                                          | العنوان                                                       | الفترة                          |
| من منح فيليب الرابع ملك إسبانيا                          | من منح فيليب الرابع ملك إسبانيا                               | من منح فيليب الرابع ملك إسبانيا |
| كونتات موكتيزوما                                         | كونتات موكتيزوما                                              | كونتات موكتيزوما                |
| -------------------------------------------------------- | ------------------------------------------------------------- | ------------------------------- |
| الأول                                                    | بيدرو تيسيفون موكتيزوما إي دي لا كويفا فالينزويلا وبوكانيجرا  | 1584–1639                       |
| كونتات موكتيزوما دي تولتنغو                              |                                                               |                                 |
| عينوا من قبل كارلوس الثاني ملك إسبانيا                   |                                                               |                                 |
| الثاني                                                   | دييغو لويس دي موكتيزوما إي بوريس                              | 1680–1627                       |
| الثالث                                                   | خيرونيما ماريا دي موكتيزوما إي خوفري دي لويسا                 | 1692–1668                       |
| الرابع                                                   | فاوستا دومينجا سارمينتو دي فالارداريس إي موكتيزوما            | 1697–1689                       |
| الخامس                                                   | ميلتشورا خوانا سارمينتو دي فاياداريس إي موكتيزوما             | 1691–1717                       |
| السادس                                                   | تيريزا فرانسيسكا نييتو دي سيلفا إي موكتيزوما                  | 1736–1669                       |
| السابع                                                   | جيرونيمو ماريا دي أوكا إي نييتو دي سيلفا                      | 1778–1695                       |
| الثامن                                                   | خواكين هينيس دي أوكا إي ميندوزا كارمانيو                      | 1795–1733                       |
| التاسع                                                   | كلارا دي أوكا إي ميندوزا كارمانيو                             | 1799–1723                       |
| العاشر                                                   | خوسيه أنطونيو مارسيا دي تيرويل موكتيزوما إي بينيا             | 1807–1755                       |
| الحادي عشر                                               | ألفونسو مارسيا دي تيرويل موكتيزوما إي غارسيا دي ألكاراز       | 1784–1836                       |
| الثاني العشر                                             | ألونسو مانشيلا دي تيرويل موكتيزوما إي كالاتايود               | غير معروف 1836                  |
| الثالث عشر                                               | بيدرو نولاسكو مارسيا دي تيرويل موكتيزوما إي غارسيا دي ألكاراز | 1849–1779                       |
| الرابع عشر                                               | أنطونيو ماريا مارسيا دي تيرويل موكتيزوما إي نافارو            | 1890–1814                       |
| الكونت الأخير لموكتيزوما دي تولتنغو، دوق موكتيزوما الأول |                                                               |                                 |

### دوقات موكتيزوما ودوقات موكتيزوما دي تولتنغو
|                                      | العنوان                                                    | الفترة                             |
| دوقات موكتيزوما                      | دوقات موكتيزوما                                            | دوقات موكتيزوما                    |
| أسسته إيزابيل الثانية ملكة إسبانيا   | أسسته إيزابيل الثانية ملكة إسبانيا                         | أسسته إيزابيل الثانية ملكة إسبانيا |
| ------------------------------------ | ---------------------------------------------------------- | ---------------------------------- |
| الأول                                | أنطونيو ماريا مارسيا دي تيرويل - موكتيزوما إي نافارو       | 1814–1890                          |
| الثاني                               | لويس بلتران ماريا موكتيزوما - مارسيا دي تيرويل إي لينان    | 1928–1854                          |
| الثالث                               | لويس ماريا موكتيزوما - مارسيا دي تيرويل إي جوميز دي أرتيشي | 1936–1896                          |
| الرابع                               | فرناندو موكتيزوما - مارسيا دي تيرويل إي غوميز دي أرتيشي    | 1986–1898                          |
| دوقات موكتيزوما دي تولتنغو           |                                                            |                                    |
| مِن منح خوان كارلوس الأول ملك إسبانيا |                                                            |                                    |
| الخامس                               | خوان خوسيه مارسيا دي تيرويل - موكتيزوما إي خيمينيز         | 1924–2012                          |
| السادس                               | خوان خوسيه مارسيا دي تيرويل-موكتيزوما إي فالكارسيل         | 1958–                              |

## فهرس
- غونزاليس أكوستا، أليخاندرو. "Los herederos de Moctezuma". بوليتين ميلاريس كارلو. ISSN 0211-2140، Nº. 20، 2001. باجس. 151-158.
- ألفاريز نوجال، كارلوس. "El Conde de Moctezuma en el Reino de Granada." El reino de Granada y el Nuevo Mundo. V Congreso Internacional de Historia de América، Mayo de 1992، Vol. 2، 1994.(ردمك 84-7807-110-5) . باجس. 105-116.